# Internationaler Tag gegen Homo-, Bi-, Inter- und Transphobie

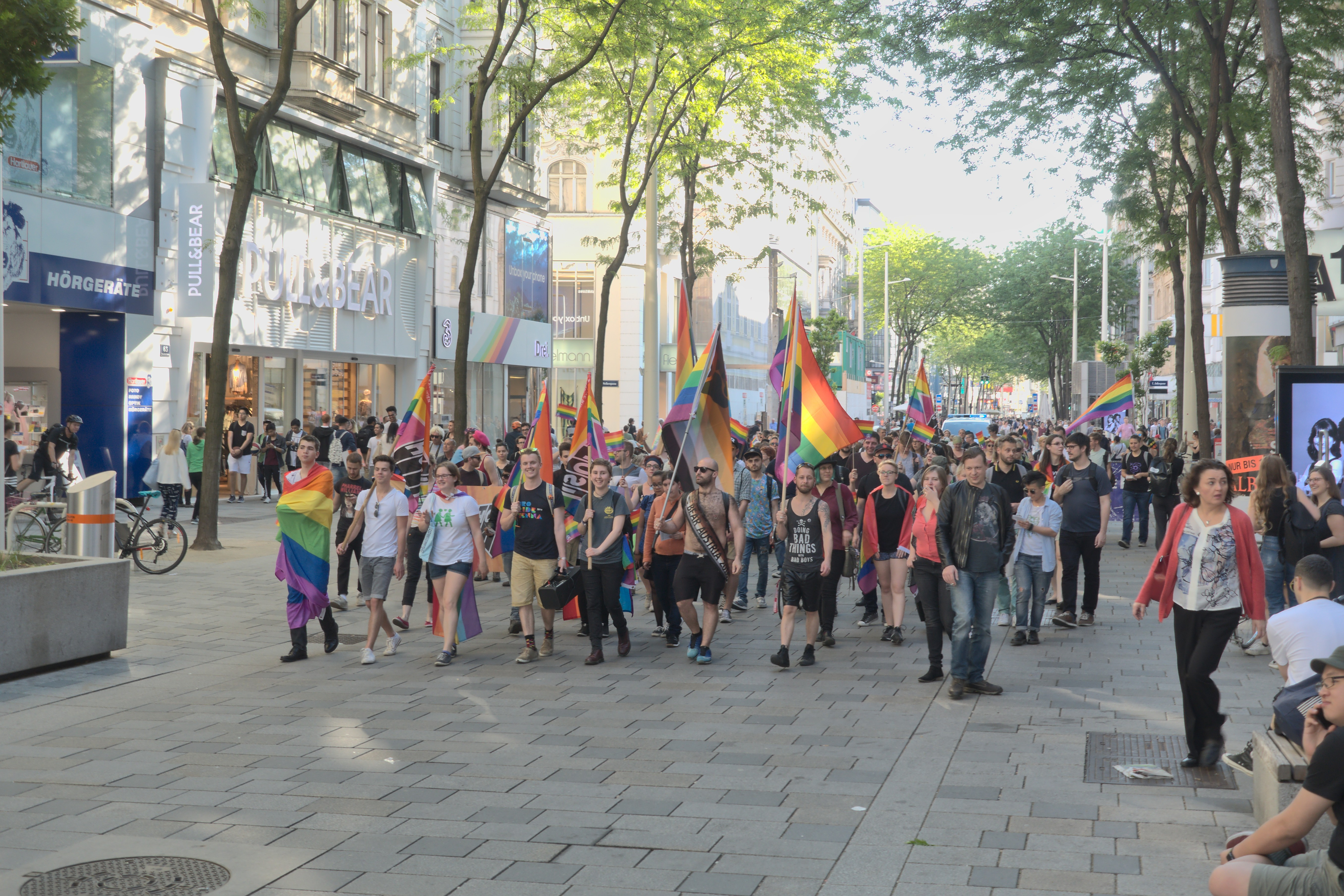
Demo zum Tag in Wien 2017

Der Internationale Tag gegen Homo-, Bi-, Inter-, Trans- und Asexuellenfeindlichkeit (englisch International Day Against Homophobia, Biphobia, Interphobia, Transphobia and Acephobia, kurz IDAHOBITA) wird seit 2005 jährlich am 17. Mai von homosexuellen, später auch bisexuellen, trans-, intergeschlechtlichen und asexuellen Menschen, als Aktionstag begangen, um durch Aktionen, mediale Aufmerksamkeit und Lobbying auf die Diskriminierung und Bestrafung von Menschen hinzuweisen, die in ihrer sexuellen Orientierung, ihrer Geschlechtsidentität oder durch ihre Körper von der Heteronormativität abweichen. Das Datum wurde zur Erinnerung an den 17. Mai 1990 gewählt, an dem die Weltgesundheitsorganisation (WHO) beschloss, Homosexualität aus ihrem Diagnoseschlüssel für Krankheiten zu streichen. Transgeschlechtlichkeit wurde erst 2018 mit dem Erscheinen der ICD-11 von der WHO als Krankheit gestrichen.

## Geschichte
Die Initiative zum Internationalen Tag gegen Homo- und Transphobie ging von Louis-Georges Tin aus, der bis 2013 der französischen Sektion der International Lesbian, Gay, Bisexual, Trans and Intersex Association (ILGA) vorstand. Neben der Erinnerung an das Ende der Definition als Krankheit durch die WHO ergeben sich bei dem Datum 17.5. auch Parallelen zum ehemaligen Paragraphen 175 des deutschen Strafgesetzbuches, weshalb der 17. Mai in Deutschland bereits vor dem Jahr 1990 im Volksmund spöttisch als „Feiertag der Schwulen“ bezeichnet wurde.
Am 17. Mai 2006 erklärte die damalige Sprecherin des Lesben- und Schwulenverbands in Deutschland (LSVD), Sabine Gilleßen, zum International Day Against Homophobia: „Weltweit sind Lesben und Schwule, die offen leben und ihre Homosexualität nicht verstecken, von Diskriminierung und Verfolgung bedroht. Wir fordern die Bundesregierung auf, dem Beispiel Belgiens, Frankreichs und des Europäischen Parlamentes zu folgen, die Petition an die Vereinten Nationen zu unterzeichnen und sich dafür einzusetzen, dass die Vereinten Nationen den 17. Mai zum Aktionstag gegen Homosexuellenfeindlichkeit erklären.“
Anlässlich des Aktionstages im Jahr 2008 zählte die Menschenrechtsorganisation Human Rights Watch den polnischen Präsidenten Lech Kaczyński zu den Politikern, die weltweit Homosexuelle am stärksten diskriminieren. Kritisiert wurde auch Ugandas Staatschef Yoweri Museveni, der offen zur Ausgrenzung von Homosexuellen aufgefordert habe. Fortschritte in der Gleichberechtigung hätten dagegen Irland, Kolumbien und Nepal gemacht.
Homosexualität war im Mai 2009 noch in rund 70 Ländern strafbar; in sieben Ländern (Iran, Sudan, Jemen, Mauretanien und Saudi-Arabien sowie in den schariadominierten Gebieten in Somalia und Nigeria) wurden homosexuelle Handlungen mit der Todesstrafe belegt. Unklar ist, ob Homosexualität auch in den Vereinigten Arabischen Emiraten mit dem Tod bestraft wird.
2018 gab es in mindestens 68 deutschen Städten meist flashmobartige Aktionen. Anlässlich des Tages beklagte die Menschenrechtskommissarin des Europarates, Dunja Mijatović, dass der Hass auf Schwule, Lesben, Bisexuelle und Transgeschlechtliche in Europa weit verbreitet sei. In vielen europäischen Ländern hinderten Vorurteile und Gewalt Homosexuelle und Transgeschlechtliche daran, frei und sicher zu leben. In inner- und außereuropäischen Ländern wurden die Aktionen abgesagt oder sogar Gewalt gegen Aktivisten ausgeübt. Erstmals wehte am 17. Mai die Regenbogenflagge vor dem Europäischen Parlament in Brüssel. Deutsche Botschaften beteiligten sich am IDAHOBIT: So schmückte etwa in China eine große Regenbogenflagge das Botschaftsgebäude. In mehreren osteuropäischen Ländern veröffentlichten westliche Botschaften Stellungnahmen, in denen sie ihre Unterstützung für LGBTI, etwa in Moldawien, ausdrückten.

## Namensänderungen

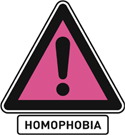
Früheres Logo des IDAHO

Der Tag wurde bei seiner Gründung als International Day Against Homophobia (Internationaler Tag gegen Homophobie) ausgerufen und häufig als IDAHO (nicht zu verwechseln mit dem gleichnamigen US-Bundesstaat) abgekürzt. 2009 wurde in Anerkennung, dass Diskriminierung aufgrund sexueller Orientierung sich von Transphobie unterscheidet, aber wegen der gemeinsamen Standpunkte gegen Heteronormativität ein gemeinsamer Aktionstag stattfinden sollte, Transphobie dem Namen hinzugefügt und der Tag als International Day Against Homophobia and Transphobia (Internationaler Tag gegen Homophobie und Transphobie) oft auch mit IDAHOT abgekürzt. Seit 2015 ist auch Biphobie im Namen enthalten und seit 2016 Interphobie. Die Buchstaben B und I in der Abkürzung IDAHOBIT verweisen auf Bisexualität und Intergeschlechtlichkeit. Im Jahr 2025 wird zum IDAHOBITA* aufgerufen, was die Abkürzung um ein A für Asexualität und ein * für weitere Identitäten erweitert.